# Volkswagen Santana
Volkswagen Santana, automóvil sedán de tres volúmenes, basado en la segunda generación del Volkswagen Passat (B2). Fue inicialmente introducido en 1981 y está programado para permanecer en producción en la República Popular China hasta 2012.
Inicialmente fue concebido como una manera fácil para Volkswagen de hacerse de un vehículo tope de gama situado por encima del Passat, haciendo un rediseño comparable al que ya anteriormente la misma Volkswagen había realizado sobre el Golf para convertirlo en el Jetta/Vento, o con el Polo, para convertirlo en el Derby, consistiendo en tomar el sedán hatchback básico, añadirle un maletero separado, además de un diseño frontal modificado, diferentes parachoques y acabados más lujosos. Así nace el Santana construido sobre la plataforma del Passat B2 que apareció a finales de 1979 como modelo 1980. Fue proyectado en un inicio solamente como un sedán de 3 volúmenes y 4 puertas ya que en esa época los sedanes medianos y grandes de dos puertas habían dejado de tener la demanda que los había caracterizado en el pasado, descontinuándose del mercado en esas épocas las variantes de 2 puertas de autos como el Audi 80, o el Audi 100. Esta paulatina desaparición de los sedanes 2 puertas fue aún más allá, llegándose a descontinuar el Derby y el Jetta de 2 puertas a principios de la década de 1990.
El sedán B2 cumplió con gran éxito para Volkswagen durante la década de 1980, el papel de "auto mundial". El Santana fue producido temporalmente de manera simultánea en Alemania, Brasil, República Popular China, Bélgica, México, Argentina, Japón, Namibia y Sudáfrica, vendiéndose en los 5 continentes a excepción de la Antártida. En China, el Santana continuó en producción hasta 2021 el sedán, y sigue en el presente el shooting brake Gran Santana y el crossover Santana Cross hasta 2022.
En Estados Unidos fue comercializado como el Volkswagen Quantum. En México, fue conocido como Volkswagen Corsar, mientras que en Argentina fue producido y vendido como el Volkswagen Carat entre 1987 y 1994, retomando posteriormente el nombre de Santana. En Brasil y otros países sudamericanos fue conocido como Volkswagen Santana, mientras que la variante familiar del Passat B2 fue comercializada como Volkswagen Quantum. En Europa, el nombre Santana fue descontinuado en 1985 (con la excepción de España, donde se siguió vendiendo como Santana) y a partir de entonces se vendió como una carrocería más del Passat. La producción europea finalizó en 1988.

## Concepto

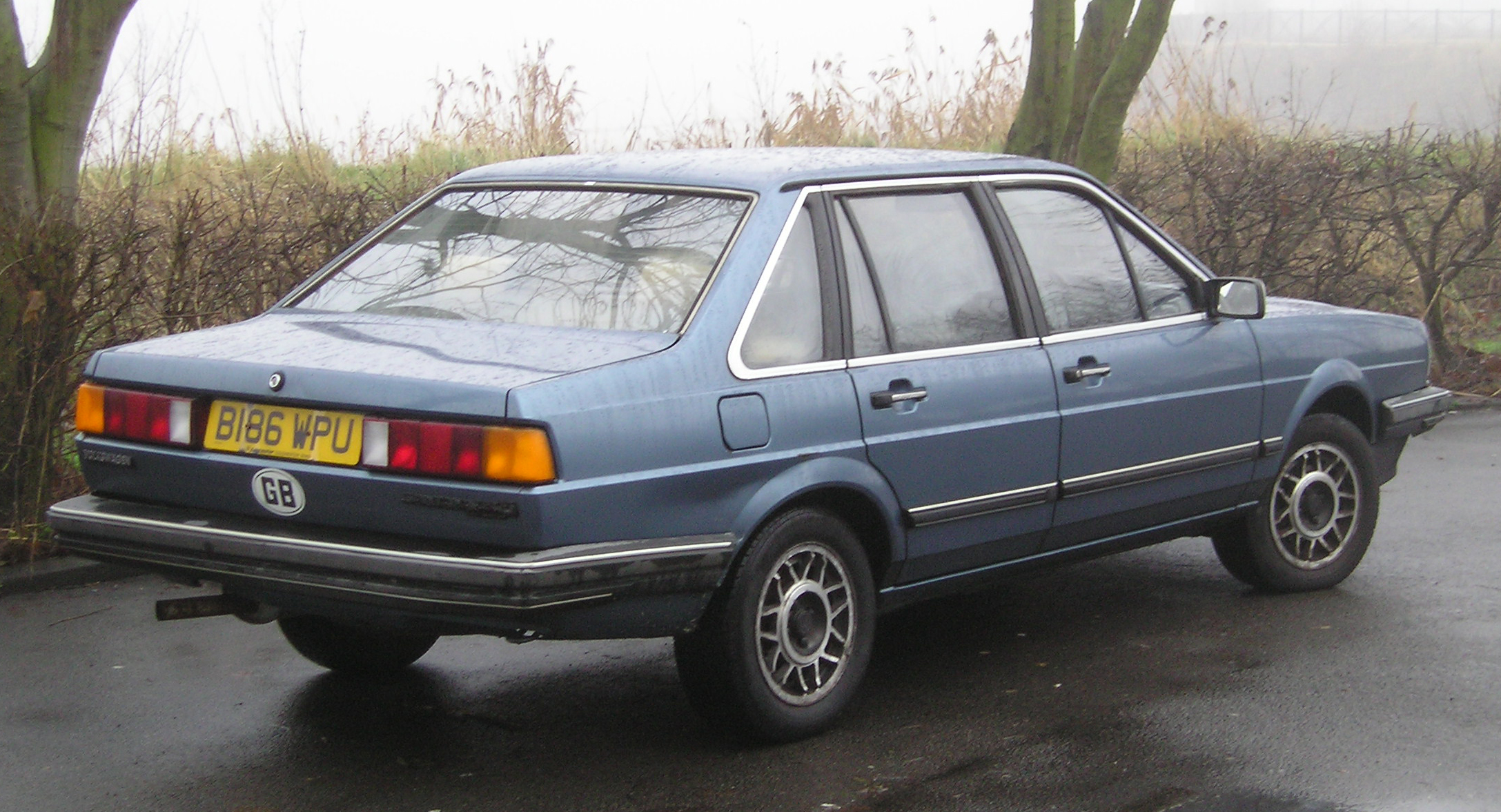
La parte trasera de un Volkswagen Santana GX5.

El nombre Santana tiene su origen en los vientos de Santa Ana, que aparecen de manera característica en la climatología del Sur de California y Norte de Baja California durante el otoño y a principios de invierno.
Cuando se concibió la segunda generación del Volkswagen Passat, Volkswagen decidió, con el propósito de diferenciarlo, dotar al Santana con unos parachoques más envolventes, una parrilla frontal distintas, así como unos faros delanteros con luces direccionales al lado de estos (a diferencia del Passat, que los tiene en el parachoques frontal), y con más molduras cromadas que lo hacían percibir como un vehículo claramente más lujoso.
A pesar de sus indudables cualidades (plataforma, costo), el Santana no cumplió con las expectativas de ventas en la mayoría de los mercados europeos, por lo que a partir de enero de 1985 se comercializa en su mercado de origen como Volkswagen Passat Stufenheck, recibiendo a partir de ese momento, el mismo rediseño que había sido practicado al Passat en sus variantes hatchback y Variant, comenzando a compartir a partir de entonces, los parachoques, acabados y la parte delantera. Igualmente, algunas críticas de la prensa especializada de la época opinaban que el Santana era un automóvil demasiado caro, situación que impactó negativamente en sus ventas.
Sin embargo y a pesar de lo anterior, el concepto del Santana no es considerado como un fracaso, porque desde mediados de 1988 el Passat B3 solo está disponible como un sedán de tres volúmenes y como Variant, siendo considerado este último más un reemplazo del Santana, que del mismo Passat.
En diciembre de 1987, la producción del Passat Stufenheck (el Santana alemán) se descontinuó de la planta de Emden, Alemania.

## VW Santana Mercado Europeo

### El Santana en Alemania (1981-1988)
El Santana fue ofrecido en su primer año solo en las versiones de equipadas Santana CL y Santana GL. Para enfatizar la independencia de este modelo, las versiones de los modelos a partir de agosto de 1982 (año-modelo 1983) se cambian a Santana LX y Santana GX. A partir del año modelo 1984, se añade una versión básica denominada Santana CX.
La gama de motores consistía en motores a gasolina de cuatro cilindros en línea con 1.3, 1.6 y 1.8 litros (con potencias entre 60 y 90 CV), como tope de la gama existía un motor de 5 cilindros en línea con 1.9 L con 115 CV. Para 1984, este motor fue sustituido por un motor derivado de Audi con un desplazamiento de 2.0 L con inyección electrónica con la misma potencia. En cuanto a los motores diesel existía un 1.6 L de aspiración natural con 54 CV y un turbodiésel con 70 CV.
A raíz del constante incrementeo en los precios del combustible, Volkswagen se vio obligada a principios de 1980 a poner en práctica medidas de ahorro de combustible e introdujo los modelos "Fórmula E". Estos modelos fueron equipados con pequeñas mejoras aerodinámicas y configuraciones especiales de transmisión, con el propósito de reducir el consumo en los Passat y Santana Fórmula E, se les instaló un sistema "start-stop", lo que permitió que se apagara el motor en los semáforos pulsando un botón, y cuando se engrana la primera velocidad, el motor entonces vuelve a comenzar su marcha de forma automática. Sistemas similares se han encontrado hasta años más tarde, en autos como el Golf III Ecomatic, Citroën C3, y en los modelos de BMW con el paquete Efficient Dynamics.
Al Santana le fueron (al igual que a los Volkswagen Golf, Jetta y Passat) aplicadas medidas anticontaminantes a partir de septiembre de 1984, mediante la instalación de un convertidor catalítico controlado (con normas americanas). Esta motorización era un motor 1.8 L litros con sonda "lambda". Esta motorización solo admitía gasolina sin plomo.
Durante la segunda parte de su vida comercial en Alemania, ya como Passat Stufenheck, el Santana adoptó los mismos niveles de equipamiento y mecánicas de los Passat hatchback 5 puertas (el 3 puertas fue descontinuado al momento de presentar el rediseño de 1985) y Passat Variant. Passat C, Passat CL, Passat GL, y Passat Carat, que era la reencarnación del anterior Santana GX5. La única mecánica del Passat no disponible en el Passat Stufenheck era el motor 1.3 L y 60 CV.

### El Santana en España (1981-1988)
En 1983, cuando SEAT atravesaba por los cambios al tener las fricciones con Fiat y comenzar a firmar convenios con Volkswagen, se llegó al acuerdo de que los Passat, y Santana, serían fabricados en la planta de Barcelona.
En esencia, los Volkswagen Santana españoles tuvieron las mismas especificaciones de los modelos alemanes, con la excepción de que a partir de 1985, a diferencia de su país de origen, el Santana español siguió comercializándose como Volkswagen Santana en las mismas versiones Santana LX, Santana GX y Santana GX5 hasta el fin de su producción en 1988.
La empresa linarense Santana Motor tuvo que pedir permiso a SEAT para poder comercializar el modelo 2.5/2500 bajo su marca, ya que era la propietaria de los derechos de dicho nombre.

## VW Santana Mercado Asiático

### El Santana en Japón (1984-1990)

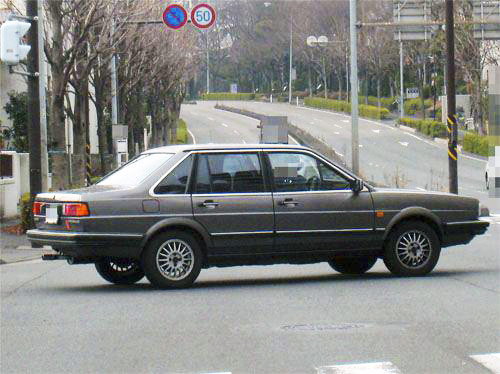
Volkswagen Santana Gi5 1984 en una calle japonesa. Producido por Nissan.

Con el objetivo de una plena colaboración con Volkswagen, el presidente de Nissan, Takashi Ishihara, decidió que la producción del Santana para el mercado japonés sería un buen trampolín. Las negociaciones comenzaron en 1981, y en febrero de 1984, Nissan inició la producción bajo licencia del Santana en su planta de Zama, lugar localizado en la Prefectura de Kanagawa, en Japón. El Nissan Santana recibió el código de modelo interno M-30. El precio del Santana japonés fue considerablemente menor que el de los Volkswagen importados
En su introducción, el Nissan Santana estaba disponible con tres motores diferentes: Un 1,781 cc de cuatro cilindros en línea con 100 CV (Versiones Santana Li y Santana Gi), un 1,994 cc de cinco cilindros en línea con 110 CV (Santana Gi5 y Santana Xi5) y un 1,588 cc turbodiesel de cuatro cilindros en línea con 72 CV (Santana LT y Santana GT Diesel Turbo). Todos estaban asociados a una transmisión manual de cinco velocidades de serie, mientras que los motores de gasolina estaban también disponibles con una transmisión automática de tres velocidades opcional.
El Nissan Santana era 5 mm más estrecho que las versiones alemanas, esto se debió para evitar el impuesto masivo japonés para automóviles que midieran más de 1690 mm de ancho. Adicionalmente, la parrilla y las luces delanteras eran ùnicos en el Santana M30.
En mayo de 1985 el Santana Xi5 Autobahn fue añadida a la gama. El Santana Xi5 Autobahn se caracterizaba por ofrecer asientos deportivos con vestiduras de velour, un techo corredizo eléctrico and ruedas de aleación de 14 pulgadas. En enero de 1987 el Santana recibió un rediseño, con nuevos parachoques más envolventes. Las versiones Turbodiesel fueron descontinuadas, dejando solamente a la venta las versiones a gasolina. El Santana Gi 1.8 L sufrió una disminución de potencia a 91 CV, mientras que las versiones Li y Gi5 fueron descontinuadas. El Santana Xi5 Autobahn ahora estaba disponible con un nuevo motor que era, sin embargo, una versión con doble árbol de levas a la cabeza del motor 2.0 L de 5 cilindros erogando 140 CV, convirtiéndose en el Santana más potente jamás vendido. Las ventas del Santana, que originalmente tenían expectativas de entre 4,000-5,000 unidades mensuales, solamente alcanzaron 50,000 unidades en más de 7 años, Nissan finalizó su producción en mayo de 1990. En vez de renovar la licencia de producción, comenzaron a vender el Passat B3 a través de su red de distribución. Tan pronto como Volkswagen y Toyota comenzaron con su colaboración en 1991 de la cual salió la pick up Volkswagen Taro, el convenio de Volkswagen con Nissan finalizó.

### El Santana en China (1985-Presente)

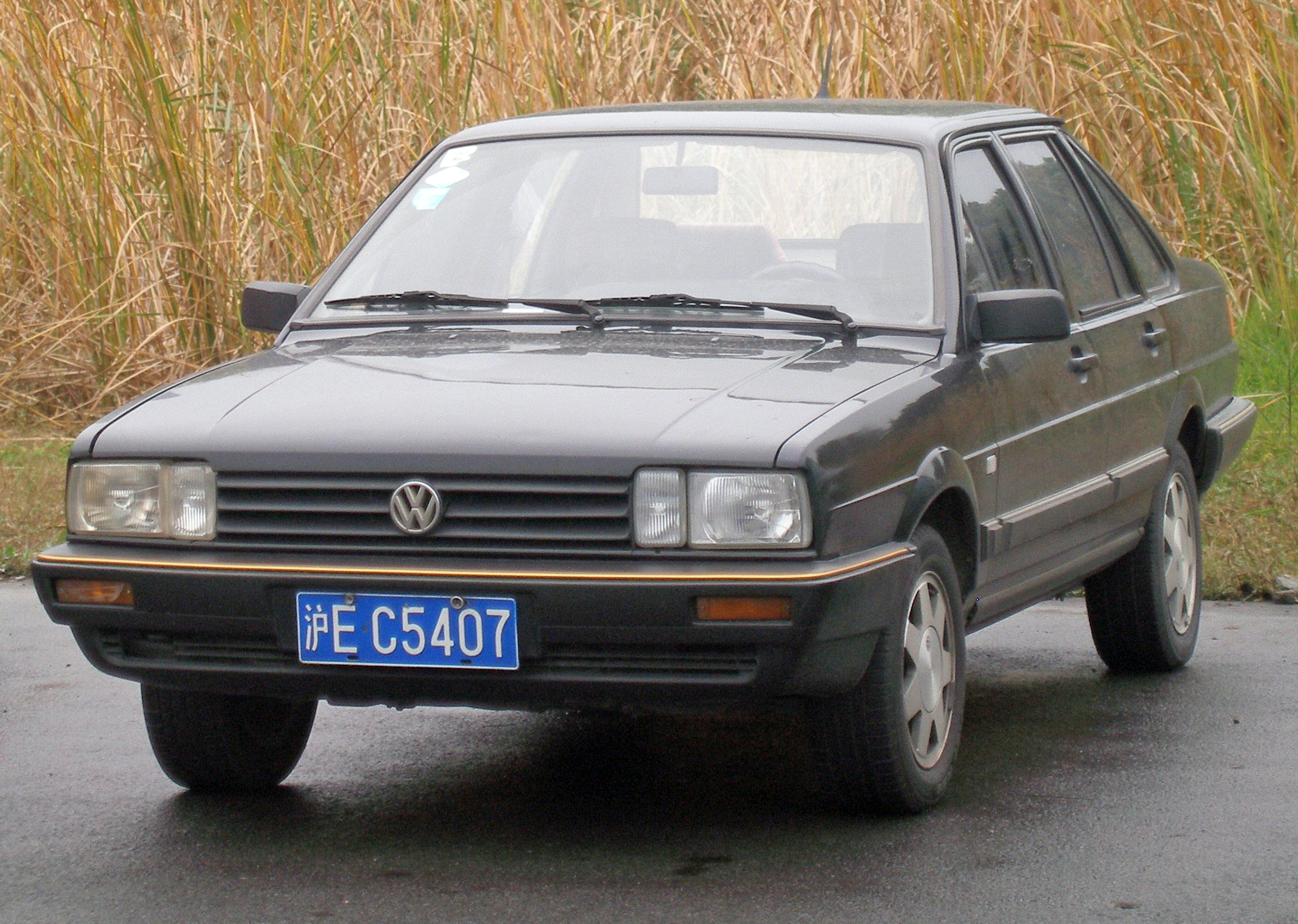
Volkswagen Santana, en Shanghái.

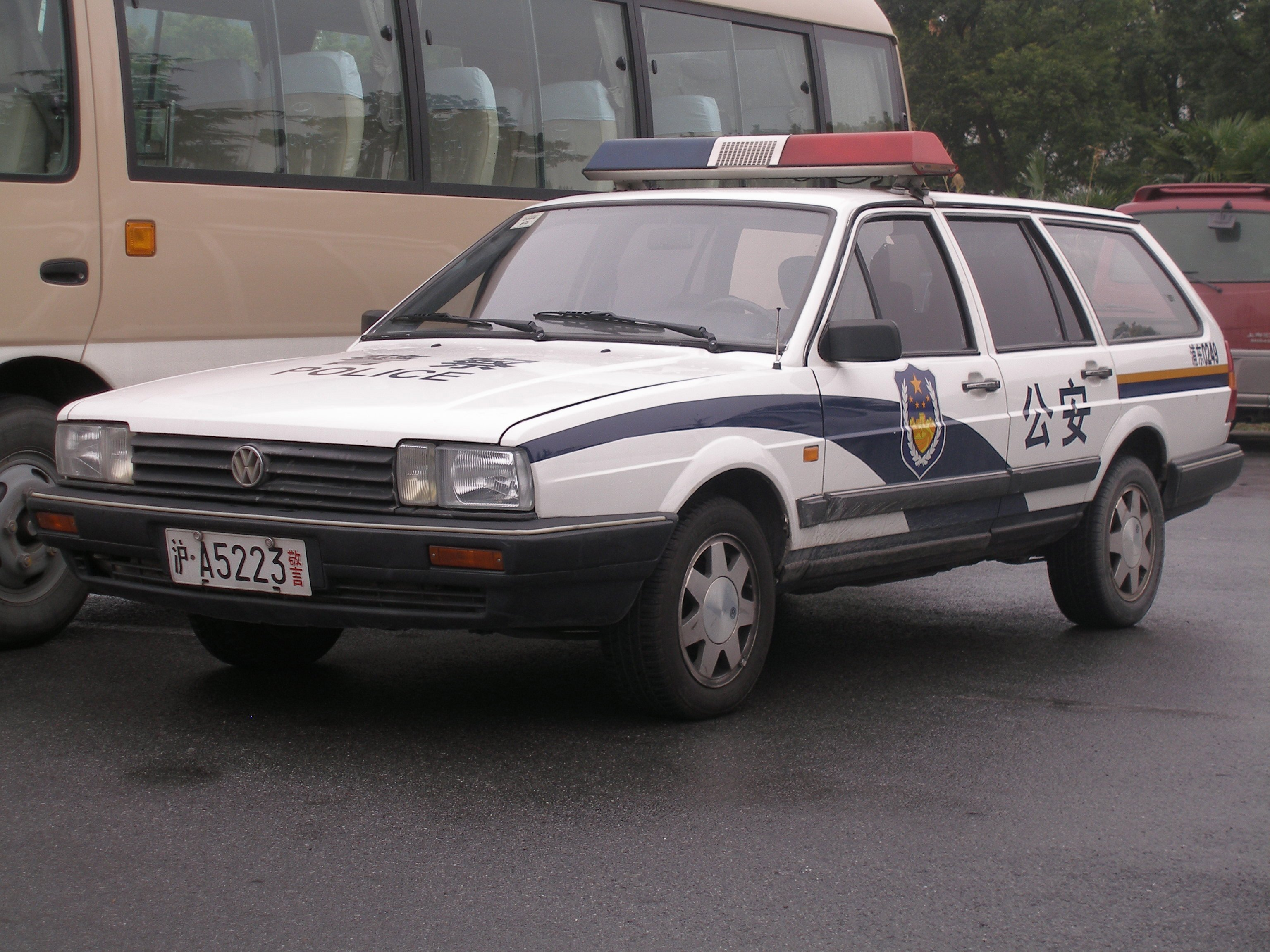
Volkswagen Santana Variant versión policial, en Shanghái.

El mayor éxito del Santana fue logrado en China. El Santana se produjo en una tirada pequeña por la Shanghai Tractor Automobile Corporation (STAC), empresa predecesora del grupo SAIC, a partir de 1982. Las primeras 100 unidades fueron producidas a partir de kits CKD traídos desde Alemania. En 1984, Volkswagen firmó un contrato con STAC, al igual que con la China National Automotive Industry Corporation (CNAIC) y el Banco de China para formar la empresa conjunta Shanghai Volkswagen Automotive en octubre de 1984. La primera línea de ensamble del Santana comenzó a funcionar en octubre de 1985. Para septiembre de 1986, ya se habían producido 10,000 Santanas en China. The car and venture laid the ground-works for China's mass motorization. El esfuerzo para nacionalizar la producción completamente fue ayudado por el ímpetu de la industria de autopartes china: En 1986, el porcentaje de piezas chinas estaba por debajo del 6%. Sin embargo, para 1995, el contenido local ya se ubicaba en el 89%.

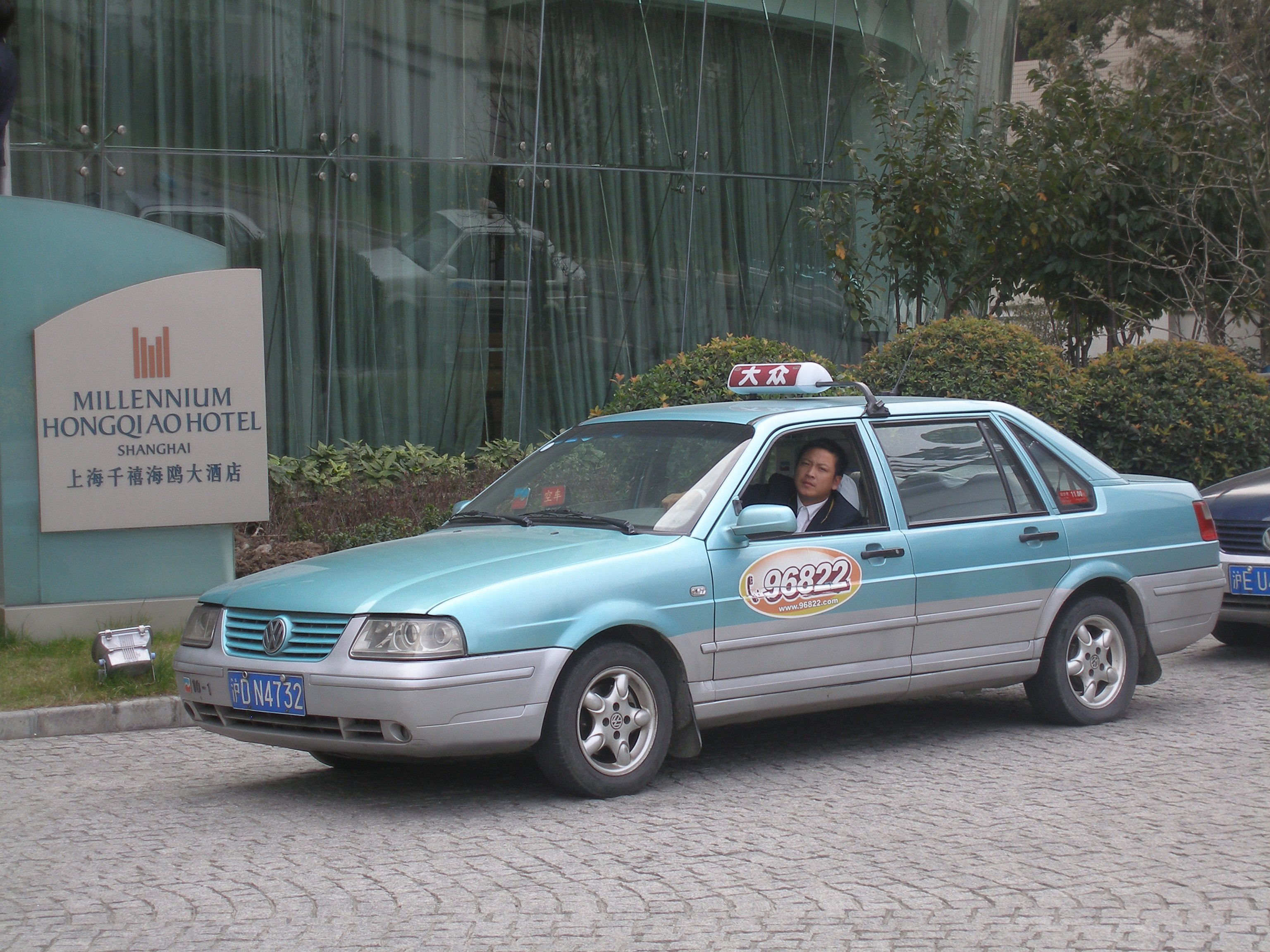
Volkswagen Santana 3000 taxi, en Shanghái.

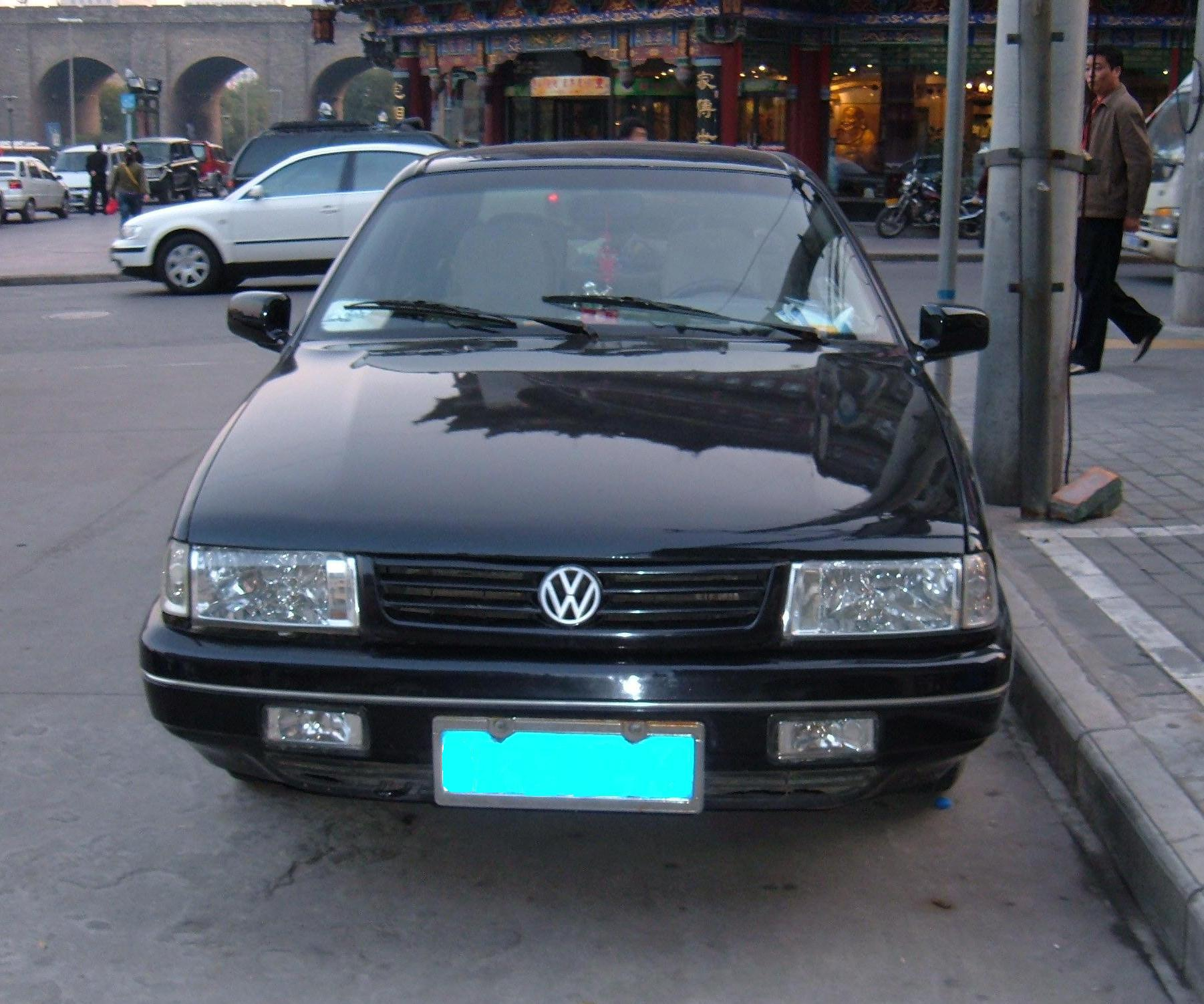
Vista frontal de un Santana 2000.

Aunque inicialmente se introdujo en China con un motor 1.6 L a gasolina, el Santana fue mejorado al reemplazar ese motor por un 1.8 L en 1987, primeramente disponible en la Santana Variant introducida por Shanghái en 1986. Los primeros Santana fueron equipados con una transmisión manual de 4 velocidades. El motor 1.6 siguió disponible en el sedán hasta 2006.
Al Santana se la han introducido un gran número de mejoras desde el modelo original de 1985. Algunas de estas mejoras incluyen una inyección electrónica Bosch, una trnsmisión manual de 5 velocidades, una tercera luz de freno posterior montada en el medallón, unos asientos traseros mejorados, embbrague hidráulico, radios conreproductores de MP3 y CD, sistema de frenos con ABS brakes with EBD.
En 1991 el Santana 2000 se desarrolló para China, con asistencia de Volkswagen do Brasil. Se introdujo en 1994 y comenzó su producción en masa en 1995 con una distancia entre ejes de 2656 mm y unas puertas traseras más grandes que su contraparte brasileña.

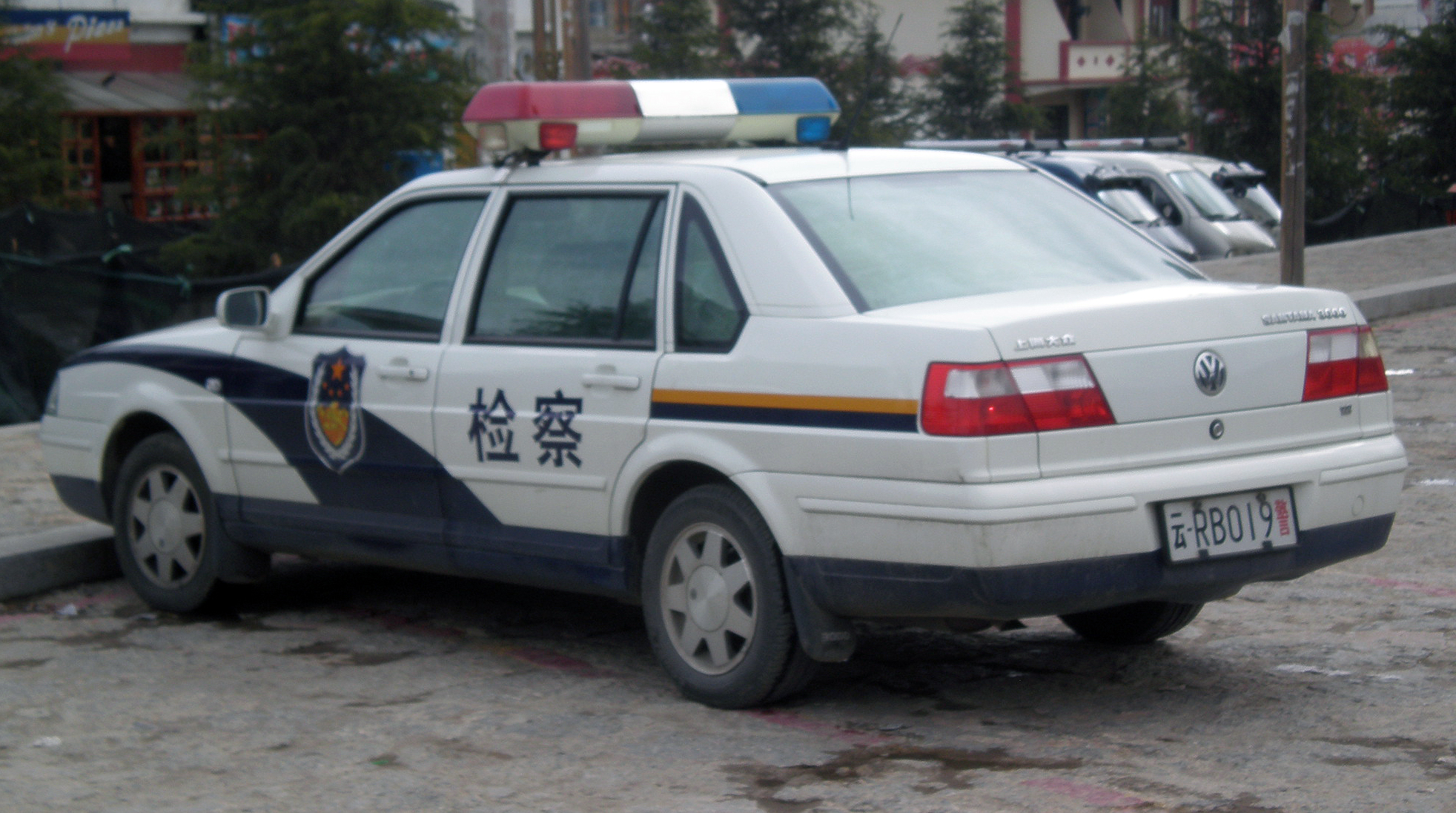
Vista posterior de un Santana 3000 (Auto de la Fiscalía de Gobierno de Shangri-La).

En 2004, el Santana 3000 reemplazó al Santana 2000, siendo este el primer diseño que Shanghai Volkswagen Automotive realizó independientemente. El Santana 3000 fue también el primer Santana chino disponible con un sistema ABS opcional con distribución electrónica del frenado, un sistema de diferencial electrónico, una computadora de viaje, y un techo corredizo diseñado por la compañía alemana Webasto. Un motor 2.0 L fue añadido a la gama en junio de 2006.
En enero de 2008, Shanghai Volkswagen Automotive presentó el Santana Vista (Zhijun) y el modelo para taxi Santana Vista Changda with algunas modificaciones visuales delanteras y traseras, así como algunos ajustes menores al bastidor.
En mayo de 2011 el Santana original diseñado en Alemania (tanto en sedán como en Variant) todavía se comercializaba en China junto al mejorado Santana Vista, y todavía tienen demanda entre taxistas y flotas de autos patrulla, al igual que entre particulares. Una versión 1.6 L del Santana Vista (1,595 cc, 70 kW / 95 CV) se ha añadido en la parte baja de la gama para impulsar las ventas. No obstante, Shanghai Volkswagen Automotive ha decidido descontinuar el Santana en 2012. 3'213,710 de unidades han sido producidas desde que las primeras pruebas con kits CKD comenzaron en 1983 hasta mayo de 2009.

### Segunda generación (2013-presente)

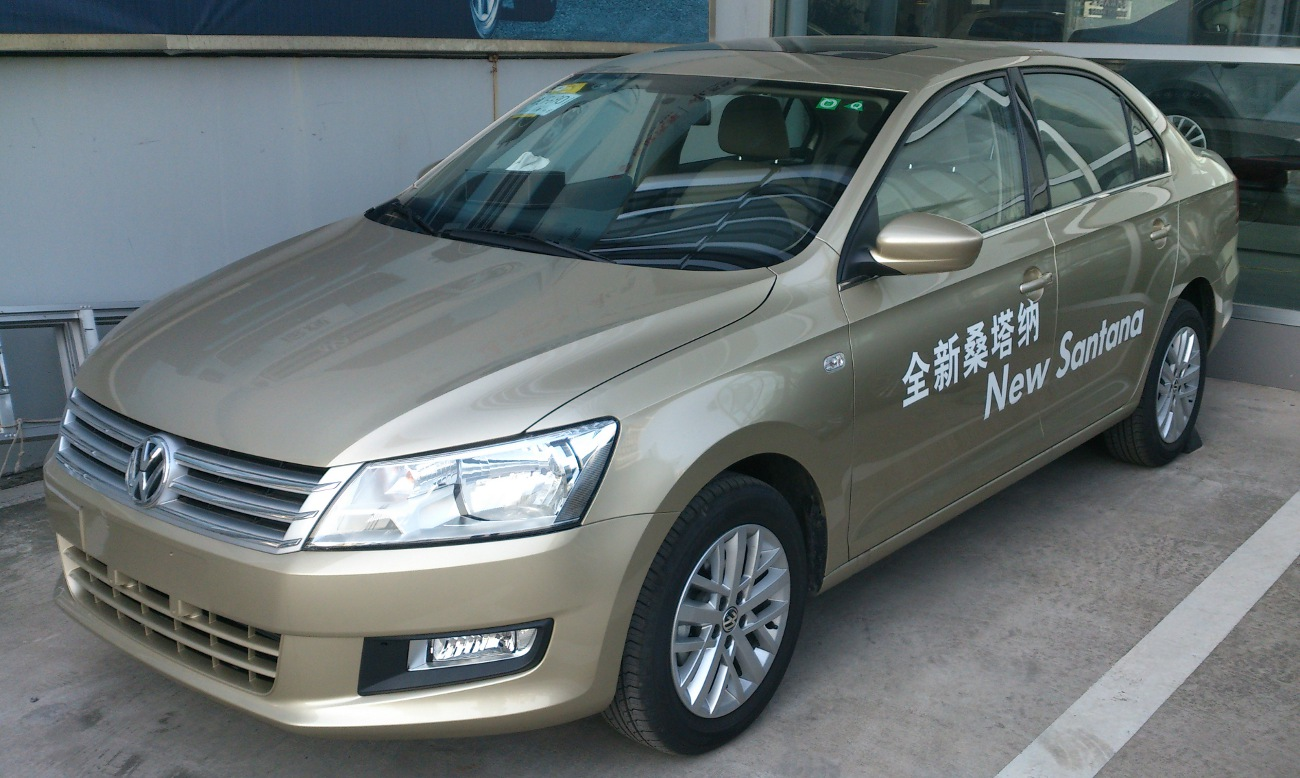
Segunda generación del Volkswagen Santana para el mercado chino.

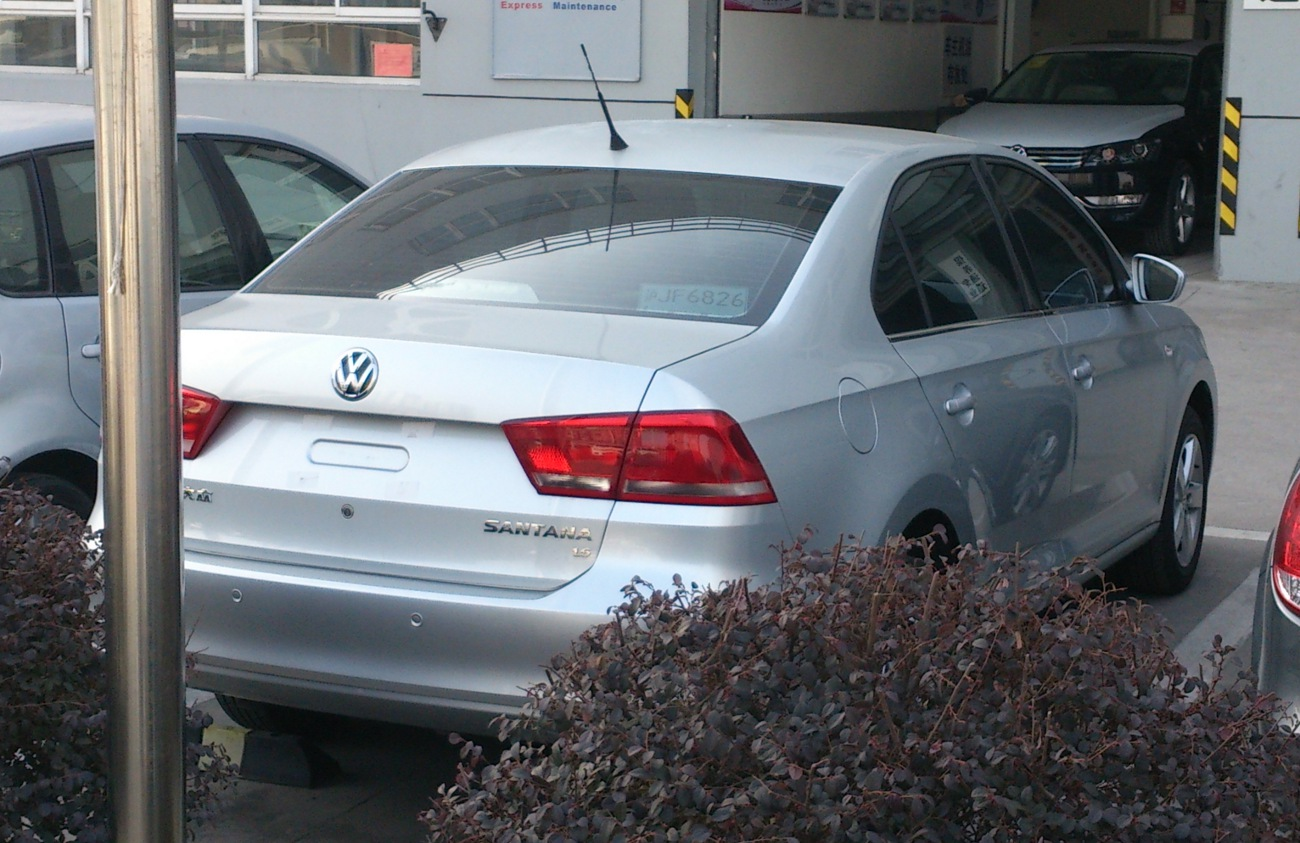
Segunda generación del Volkswagen Santana vista trasera.

Volkswagen aprovecha en 2013 para introducir una nueva generación del Santana en China, con el que, a pesar de la continuidad del nombre, no comparte nada con la primera generación. Esta nueva generación del Santana reduce sus dimensiones generales al estar basada en el SEAT Toledo de cuarta generación y en el Škoda Rapid en su versión europea, con algunas modificaciones como el suprimir el portón trasero pasando a ser un sedán de 4 puertas en lugar de ser un liftback de cinco puertas como los modelos del que deriva. Cuenta con 2,6 metros de distancia entre ejes, para una buena ergonomía en las cinco plazas, y se podrá ofrecer con dos motores, un 1.4 L de 90 CV (5.9 litros por cada 100 km de consumo medio), y un 1.6 L con 110 CV (6 litros de consumo medio por cada 100 km).
El Volkswagen Santana II se produce, en Yizheng, Jiangsu, junto con el Škoda Rapid variante para China y con la segunda generación 2013 del Volkswagen Jetta en el mercado chino (que es prácticamente el mismo modelo que el Volkswagen Santana pero con algunas diferencias, la más destacable en el exterior, es la parte trasera y en el interior el Volkswagen Jetta es el único que no comparte salpicadero con los demás modelos mencionados).
Después de numerosos rumores que afirmaban que en 2014 se lanzaría el nuevo Santana para los mercados sudamericanos producido por Volkswagen do Brasil, en octubre de 2013 se anunció que este modelo se había descartado para reemplazar al Polo que continúa en producción en la actualidad.

## VW Santana Mercado Americano

### Volkswagen Quantum (Estados Unidos, 1982-1988)

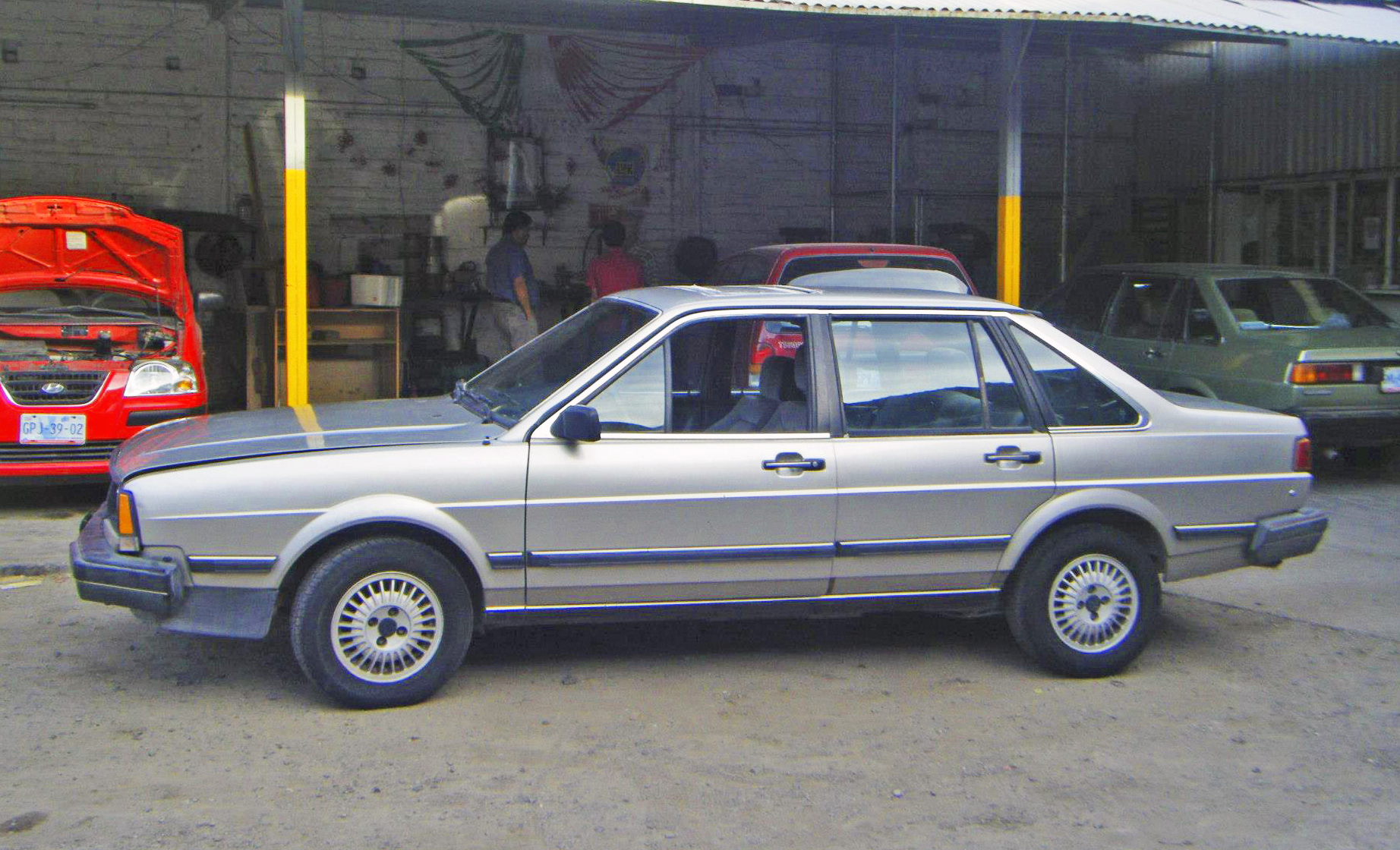
Volkswagen Quantum GL5 1985 para el mercado de Estados Unidos.

El Volkswagen Quantum fue importado en los Estados Unidos entre 1982 y 1988. Se trataba tanto del Santana como del Passat B2 englobados en una sola línea. En su primer año, el Quantum estuvo disponible en tres carrocerías: Sedán, Wagon (familiar) y Coupé (hatchback 3 puertas), este último es considerado actualmente como una rareza, ya que ya no se volvió a vender después de 1983. Mecánicamente, la oferta inicial del Quantum consistía en un motor 4 cil. 1.7 L que compartía con el Rabbit y con la primera generación del Jetta, asociado a una transmisión manual de 5 velocidades o una automática de 3.

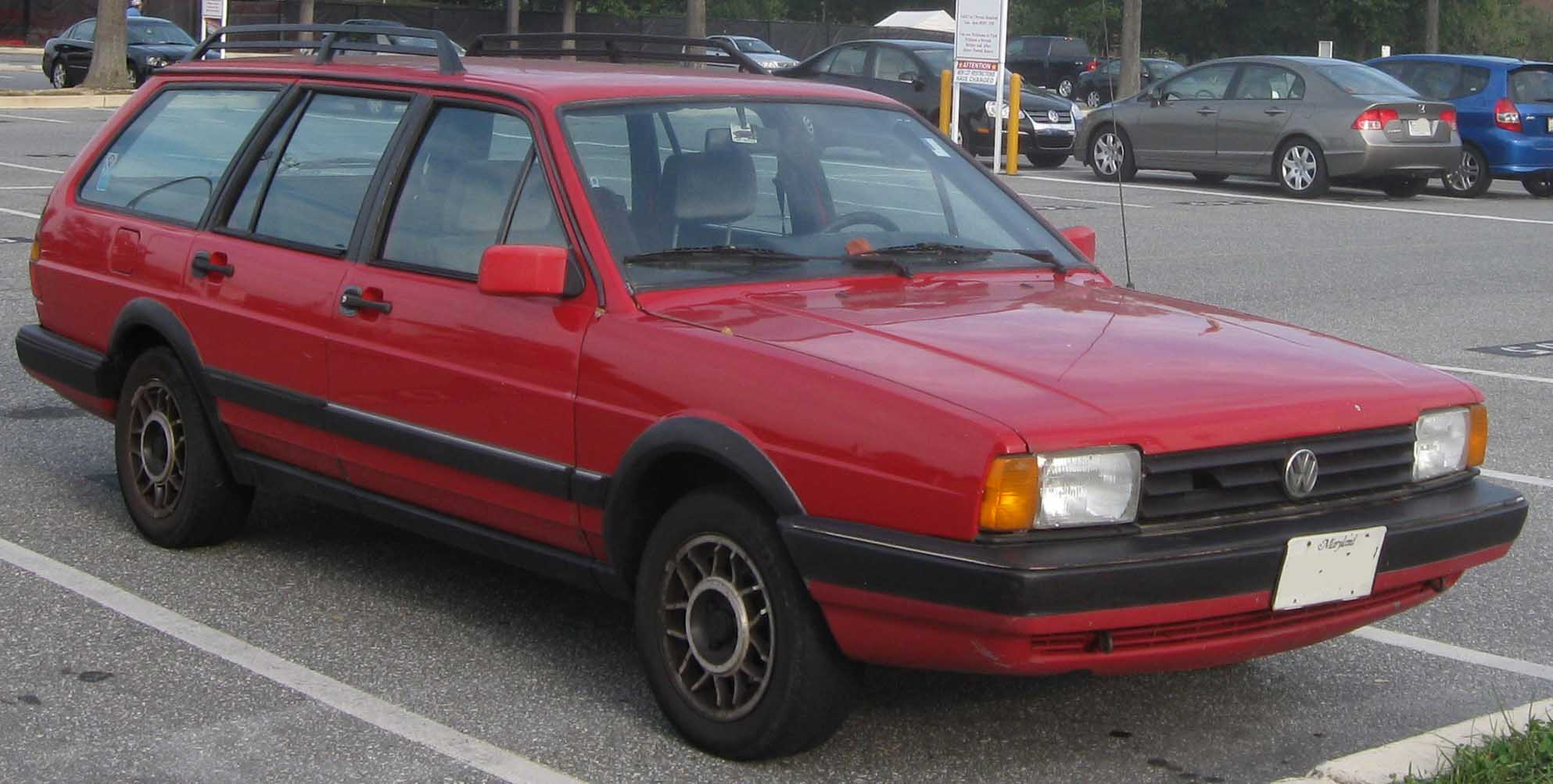
Volkswagen Quantum Wagon Syncro 1988.

En 1984 aparecen nuevas variantes: El Quantum GL5 con un motor 5 cilindros 2.2 L y 110 CV, opcionalmente se ofrecía en la familiar la tracción integral Syncro. A mediados de 1986 aparece el rediseño europeo, aunque para las versiones destinadas a los Estados Unidos toman los faros delanteros del Santana europeo de entre 1982 y 1984 y las luces intermitentes son de color ámbar, para cumplir con las estrictas leyes de ese país. El Quantum fue un modelo que nunca destacó por sus altas ventas llegándose a vender algunos modelos rezagados de 1988 en 1990. El día de hoy ciertas versiones como el hatchback 3 puertas o los "Wolfsburg Edition" son considerados como verdaderas rarezas.

### Volkswagen Corsar (México, 1984-1988)

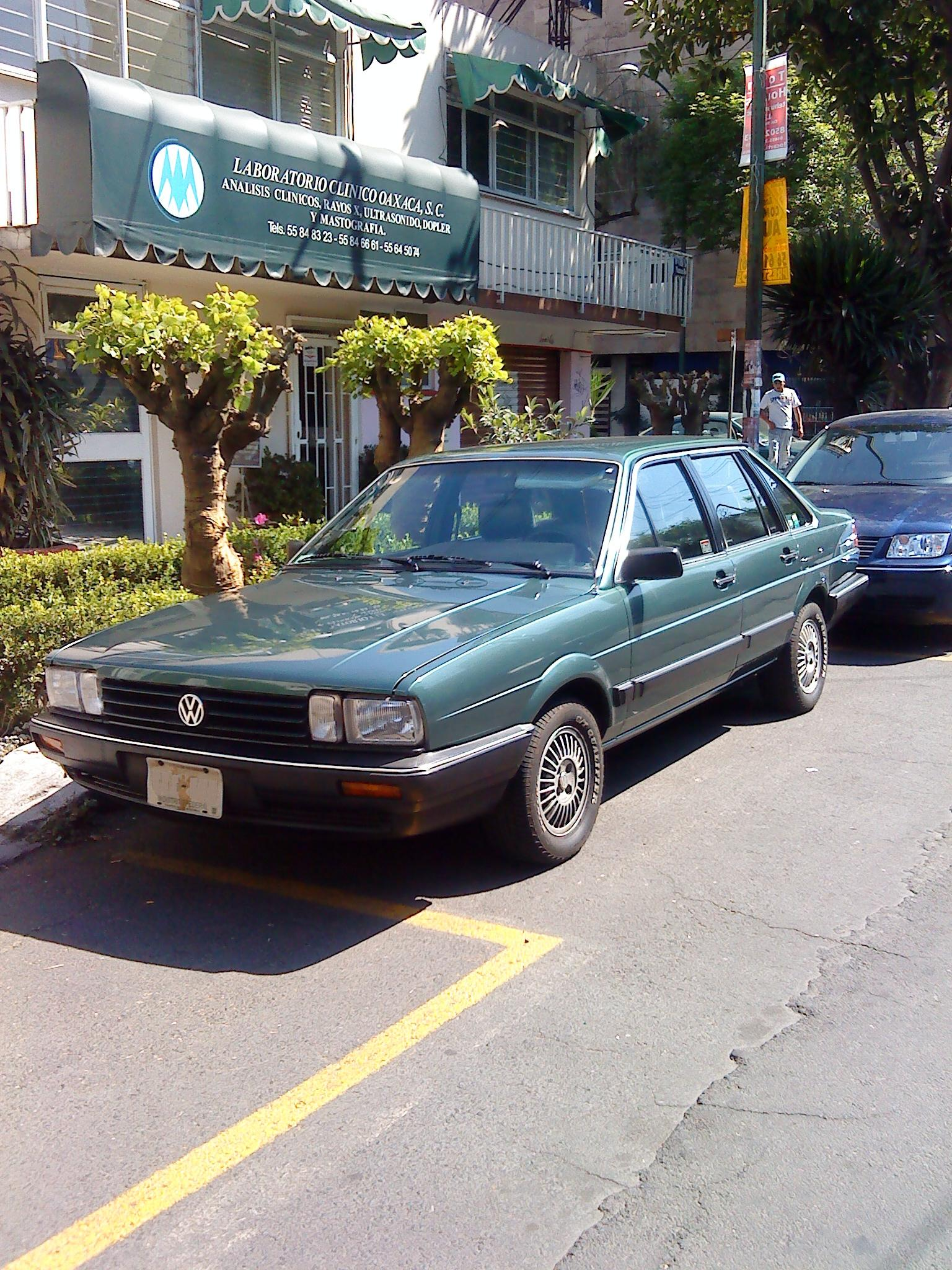
Vista frontal del Volkswagen Corsar CD modelo 1987.

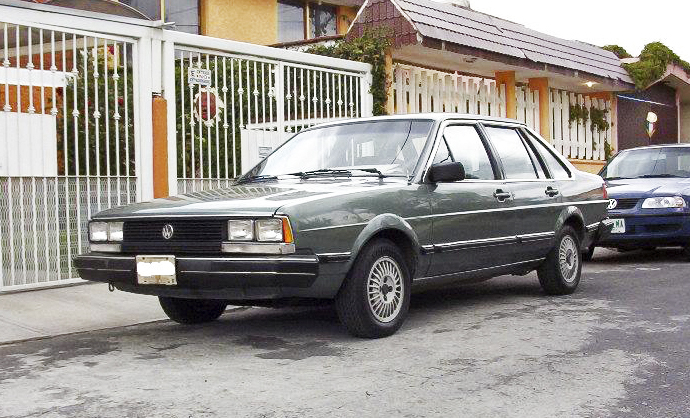
Vista frontal de un Volkswagen Corsar CD 1984.

El Volkswagen Santana se presentó en el mercado mexicano en febrero de 1984 como el Volkswagen Corsar CD. Se ensambló en la planta de Volkswagen de Puebla con la gran mayoría de componentes provenientes de Alemania Federal. El único motor que estuvo disponible en México fue el 1.8 L con 85 hp y carburador. Este fue el primer auto en comercializarse con este motor en el mercado mexicano, mismo que más tarde en ese mismo año se incorporaría en los Caribe GT y Atlantic GLS Entre 1984 y 1985 el Corsar CD se comercializó en un solo nivel de equipamiento. Tenía como equipo de serie rines de aluminio de 13 x 6 pulgadas, llantas 185/70 R 13, vestuduras de velour (en 1984 solo en color Gris, y a partir de 1985 estuvo disponible en gris o azul), 4 cabeceras, Radio AM/FM estéreo tocacintas con 4 bocinas, tacómetro, dirección hidráulica. Se comercializó en estos años con transmisión manual de 4 velocidades o una automática de 3. La única opción disponible era el aire acondicionado. Los colores en que se comercializó en 1984 eran: Rojo Marte, Blanco Alpino, Verde Jade metálico, Plata Cosmos metálico y Grafito metálico. Para 1985 se añaden nuevos colores a la gama como el Rojo Cereza, el Azul Zafiro Metálico, el Aqua Metálico y el Aubergine Metálico. En 1984 y 1985 el Corsar CD tenía la misma apariencia exterior del Quantum sedán vendido en los Estados Unidos y Canadá. Sus principales competidores en el país fueron autos como el Chrysler New Yorker, el Ford Topaz GLX y los Century Limited/Cutlass de General Motors.

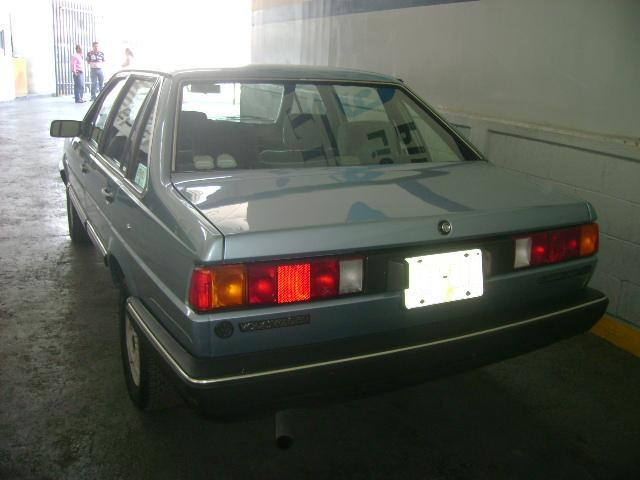
Vista posterior de un Volkswagen Corsar CD 1986. Nótese las luces traseras de tipo estadounidense con sus orillas rojas, y el portaplacas igualmente de tipo estadounidense.

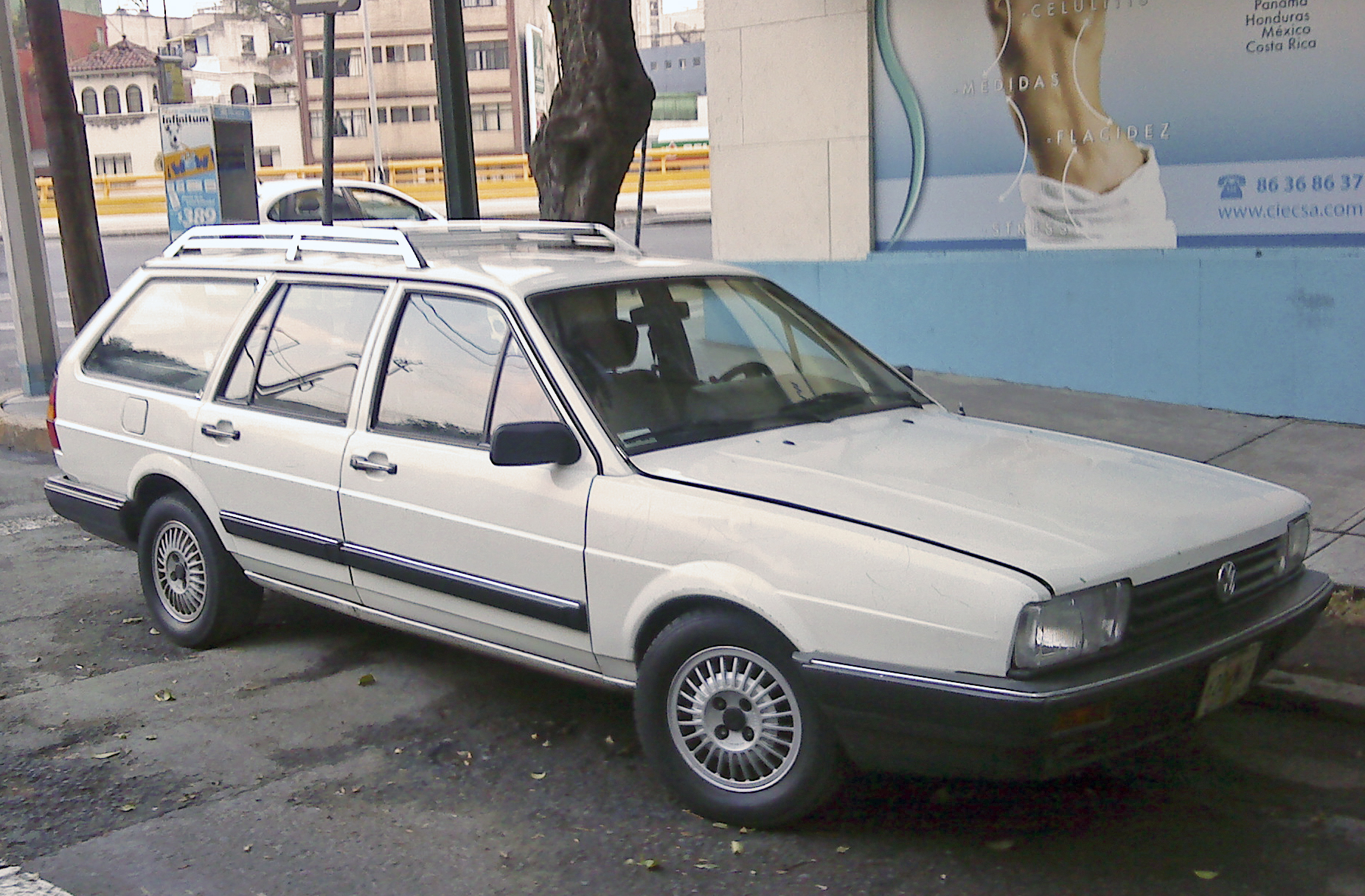
Vista frontal de una Volkswagen Corsar Variant 1986.

Para 1986, el Corsar CD recibe nuevos colores y vestiduras, y la apariencia exterior del Passat sedan 4 puertas 1985 europeo. Una nueva transmisión manual de 5 velocidades reemplaza a la anterior de 4. También se añadieron nuevos equipamientos a la lista de opciones disponibles como los elevadores de cristales eléctricos, el cierre centralizado, y la vestidura en piel negra. Igualmente nuevos colores, como el Negro Ónix, Flash Metálico, Bermei Metálico, Azul Plata Metálico, Rojo Cardenal Metálico, y Verdi Metálico (llamado internacionalmente Verde Lhasa Metálico). Con esta nueva estética el Corsar CD queda idéntico al Passat Stufenheck alemán, con la excepción de que el Corsar CD conserva las luces traseras del Quantum sedán estadounidense, con las esquinas rojas. Igualmente el portaplacas posterior es del tipo norteamericano, ya que en México se utiliza el mismo tamaño de matrículas que en los Estados Unidos y Canadá. A partir de diciembre de 1985-enero de 1986, el Corsar CD pierde la moldura superior de la parrilla fromtal localizada en el capó. En marzo de 1986 se introduce la carrocería familiar, bajo el nombre de "Corsar Variant", compartiendo niveles de equipo y mecánicas con el Corsar CD. En 1987 las rines de aluminio de 13" se ofrecen de forma opcional, ya que se introdujeron como equipo de serie rines de acero con tapones completos. El Corsar continuó sin mayores cambios hasta 1988. Hacia mediados de ese año aparece una edición limitada con pintura de doble tono (Negro y Plata) y equipo tope disponible tanto en el Corsar CD como en Corsar Variant. 

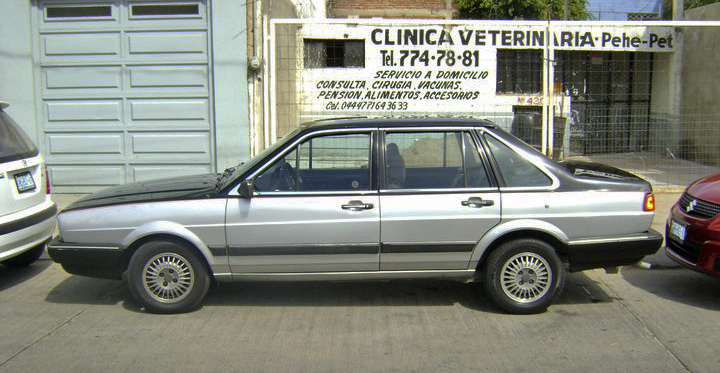
Vista lateral del Volkswagen Corsar CD Edición Limitada 1988.

El Corsar fue descontinuado del mercado mexicano hacia finales del año 1988, en virtud que la terminó su producción en Alemania (la gran mayoría de sus componentes provenían de allí) y Volkswagen de México requería su línea de producción en Puebla para los Golf/Jetta A2 que se exportarían a los mercados norteamericano y canadiense. El Corsar fue un automóvil bastante popular en México que todavía conserva una excelente reputación.
De la planta de Volkswagen de México salieron 39,000 unidades.

### El Santana en Brasil (1984-2006)

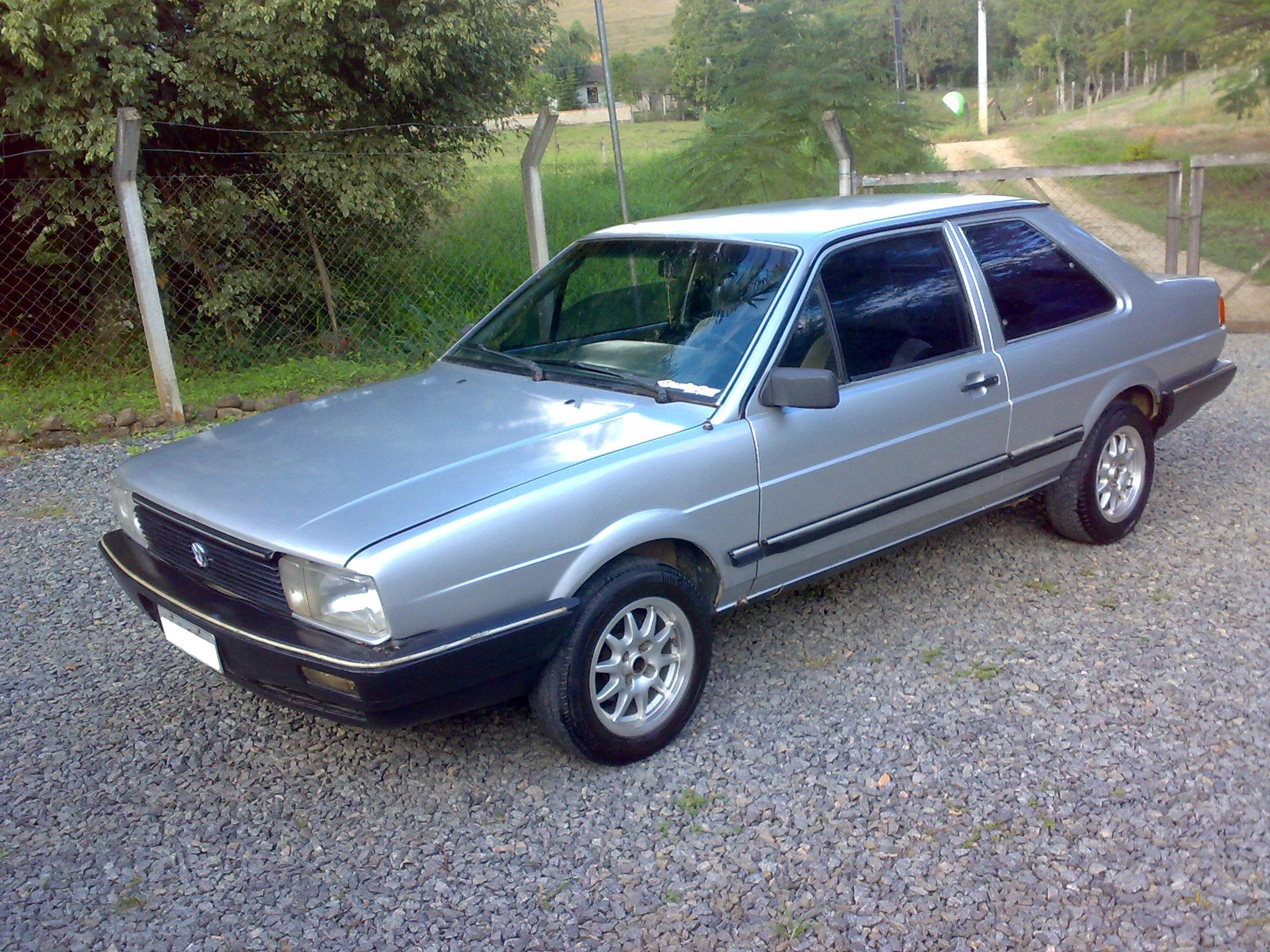
Vista frontal de un Volkswagen Santana dos puertas. Un modelo exclusivo de Volkswagen do Brasil.

En abril de 1984, Volkswagen do Brasil presenta el Santana al mercado. Sus versiones iniciales son el Santana CS (Comfort Silver), el Santana CG (Comfort Gold) y el Santana CD (Comfort Diamond). Sus carrocerías desde un inicio fueron: Sedán 4 puertas, familiar (que adoptó el nombre de Quantum, también utilizado en los Estados Unidos), y sedán 2 puertas. Esta última variante fue únicamente producida en Brasil (aunque algunos fueron exportados a países vecinos), debido a la gran demanda que había en ese mercado de automóviles y camionetas de dos puertas. El Santana 2 puertas se produjo entre 1984 y 1995. Esta carrocerìa tuvo dos versiones exclusivas: El Santana Sport de entre 1990 y 1993, y el Santana Serie Única de 1995 que fue una edición final de esta carocería.
Tenía como principal competencia al Chevrolet Monza, un Opel Ascona reetiquetado. El Chevrolet Monza tenía e primer lugar de ventas en su segmento en el mercado brasileño, no necesariamente por tratarse de un mejor producto, sino por la excelente imagen que tenían los automóviles de lujo de General Motors, que comenzó, gracias al excelente, pero anticuado Chevrolet Opala, un derivado del Opel Rekord lanzado en 1968, y que todavía se mantenía con un muy importante número de ventas en el mercado.
El Santana, que a su vez estaba respaldado por el éxito de la primera generación del Passat, que tuvo como misión de presentar al público brasileño todos los atributos de las mecánicas Volkswagen/Audi enfriadas por agua. De esta manera, al igual que en Alemania, el Santana surgía como una evolución natural del Passat: mantenía sus atributos básicos (calidad, durabilidad, y confiabilidad), al tiempo que, el nivel de acabados y niveles de equipo del Santana, no lo hacían compatible con sus competidores de General Motors.
El Santana y el Monza, fueron grandes rivales durante la década de los años 80. El nivel equipamiento del Santana era muy completo para la época, ya que según la versión, venía equipado con radio AM/FM con tocacintas, ruedas de aleación, asientos especiales, elevadores de cristales eléctricos, cierre centralizado, dirección hidráulica, aire acondicionado, transmisión automática (estos tres últimos equipos eran opcionales en la versión tope Santana CD) y un acabado erxclusivo de lujo.

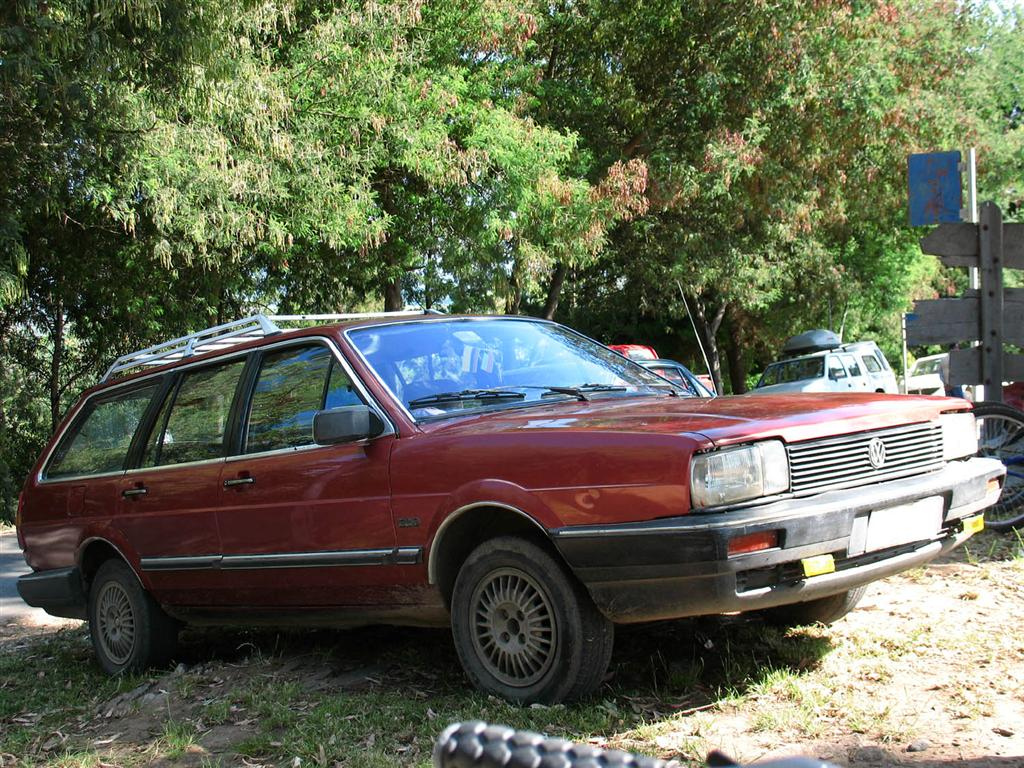
Vista frontal de una Volkswagen Santana Quantum GLS 1987. Nótese las molduras cromadas similares a las del Santana GLS sedán, exclusiva de los modelos tope producidos en Brasil.

Algunas ligeras pero significativas modificaciones mecánicas fueron incorporadas al Santana entre la fecha de su lanzamiento y 1987, como cambios en las relaciones de sus transmisiones (más cortas, con el fin de mejorar la aceleración y las recuperaciones principalmente), y la incorporación de los motores tipo "AP" contribuirían a un pequeño aumento en sus ventas. En 1987 se presentó un rediseño estético: los parachoques pasaban a ser de tipo integrales, idénticos a los utilizados por el Passat alemán desde 1985. Las niveles de equipamiento cambiaron. A partir de ahora las versiones del Santana son: Santana C, Santana CL, Santana GL y e Santana GLS, siendo que la primera de ellas era un truco de Volkswagen para pagar menos impuestos y utilizada al vender unidades de la versión CL sin equipos extra, que era equivalente al anterior Santana CS. El Santana GL era equivalente al anterior Santana CG y tenía una imagen ligeramente más deportiva que los demás. 
El Santana GLS conservaba o nivel de acabados y equipamiento del Santana CD, por tanto, la dirección hidráulica era de serie. Esta versión era fácilmente diferenciada de las demás por los faros antiniebla que estaba junto a los faros principales e por las luces direccionales situadas en los parachoques. Mientras tanto, como el Monza todavía mostraba un desempeño superior debido a sus motorizaciones 1.8 y 2.0 L, Volkswagen presentó el Santana 2000, que tenía los mismos 110 CV que su rival de General Motors, aun así ahora aunque el desempeño era todavía menor que el modelo de General Motors, sumado a la suspensión más firme, daba un manejo menos cómodo al Santana y al Quantum. A pesar de las constantes modificaciones en la línea entre 1987 y 1990, esta fue una época de poco aumento en las ventas del Santana.
El Santana Executivo o Santana EX de 1990, representó todo un auge de ventas para Volkswagen. Esta fue una ediución limnitada producida entre 1990 y 1991, con un motor 2.0 L con inyección electrónica Bosch LE-Jetronic y una potencia de 125 CV. Llegaba al mercado dos semanas después que el Monza 500 E.F., su competidor directo, sobre el cual llevaba una ventaja: Adoptaba un encendido mapeado y un sensor de detonación, lo que le permitía una alta relación de compresión (10:1). El Santana EX era únicamente ofrecido en tres colores: Negro, Azul y Rojo (que posteriormente fue Vino) y traía equipamientos exclusivos.
Exteriormente se distinguía por un deflector trasero con tercera luz de freno integrada, acabado exclusico, parachoques pintados parcialmente al color de la carrocería, luces traseras ahumadas, antena de rtoldo trasera molduras y logotipos en color gris (contrarrestando el exceso de cromados del Santana GLS) y ruedas "tipo panal" BBS 14" que podían estar acabadas en plata o dorado, estas últimas de estética discutible.

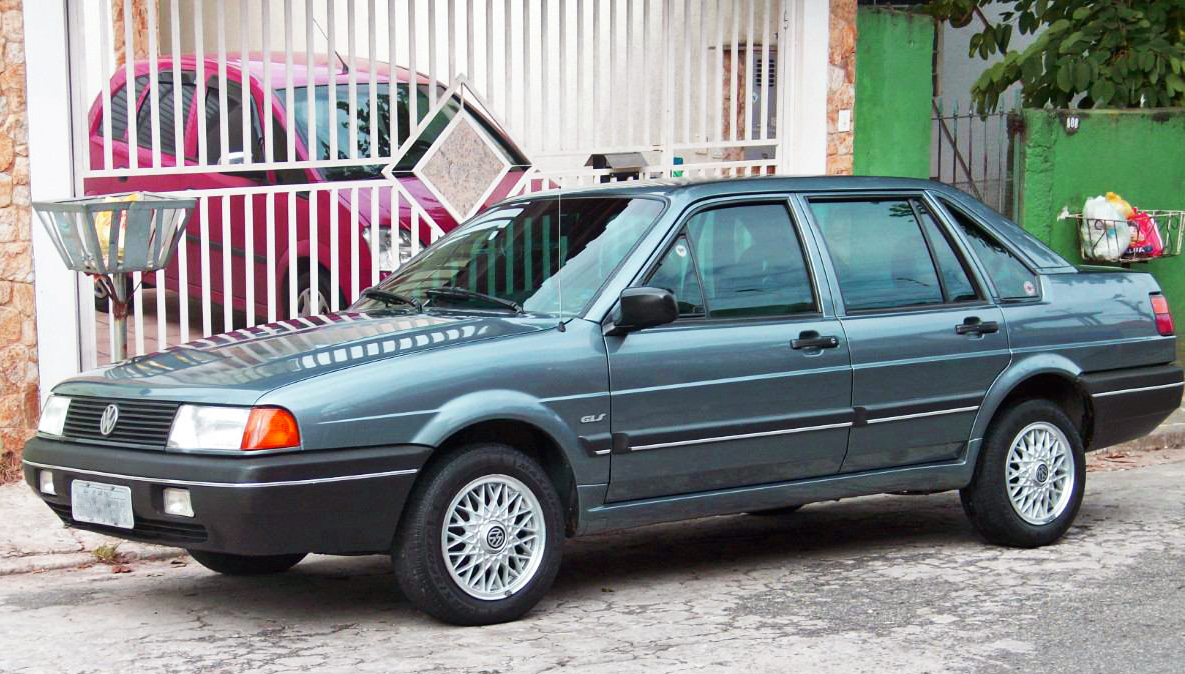
Volkswagen Santana GLS 2000 4 puertas 1992.

Para ese tiempo ya se hacía necesario un rediseño, lo que se concreta con el rediseño practicado al Santana para el modelo 1992. Inspirado ahora en el Passat B3, el Corrado y en el Audi 200 (hasta las ruedas), Volkswagen do Brasil desarrollaría este extenso rediseño que vio la luz en el mes de abril de 1991 (la familiar Quantum sería presentada meses más tarde). Del modelo anterior quedaban sin cambios el bastidor, la mecánica y las puertas, presentándose inicialmente la versión de dos puertas. Todo el resto de la carrocería era completamente inédito, pasando por el toldo, el parabrisas, los vidrios laterales y el medallón posterior, el frente y la parte trasera. Su longitud se incrementó en 4.5 cm y su altura en 1.5 cm. Las líneas estaban muy bien integradas con los modelos europeos del Grupo Volkswagen de la época y la apertura de su cajuela - cuya capacidad crecía en 40 litros - llegaba al nivel del parachoques.

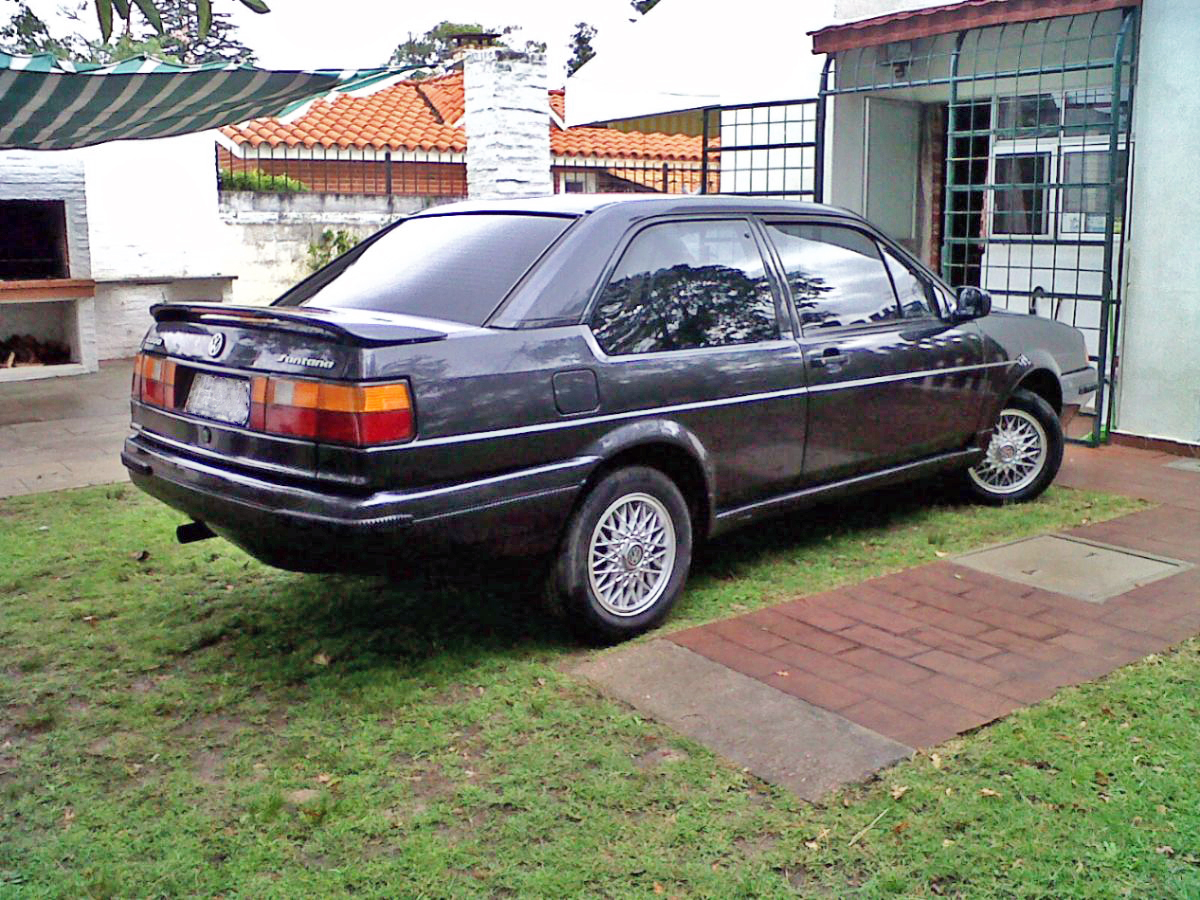
Volkswagen Santana GLS 2000 2 puertas 1992.

Ya no había las cañuelas del toldo (que el Monza conservaba), sin embargo, las aletas delanteras continuaban, siendo removidas en 1998. Su coeficiente aerodinámico bajaba desde 0.41 a 0.37, de acuerdo a las mediciones del túnel de viento de la matriz alemana. Por dentro había un nuevo y elegante tablero de instrumentos, con instrumentos repartidos em tres módulos como el Passat B3 o el Corrado, iluminación en color naranja y un velocímetro electrónico, sin cables.
En agosto Autolatina, la asociación entre Ford y Volkswagen creada en 1987, presentaba su segundo modelo híbrido: el Ford Versailles, un Santana rediseñado, con el emblema de Ford. La estrategia era ofrecer al Versailles como un produto más orientado al lujo, mientras que el Santana sería ofrecido como un modelo ligeramente más deportivo, con e fin de evitar crear una competencia interna y posicionar a ambos autos en segmentos del mercado distintos.

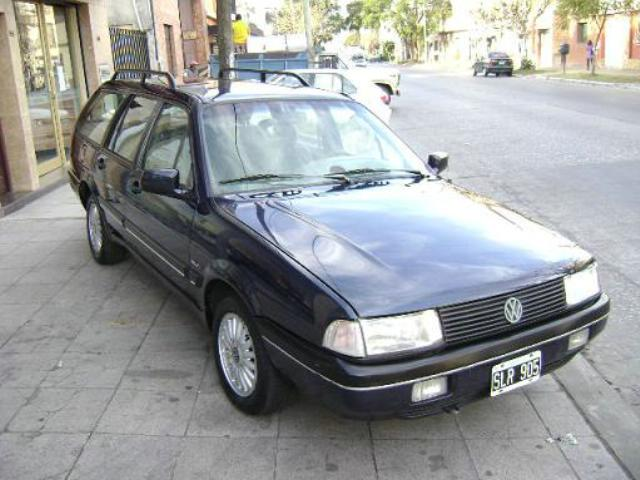
Volkswagen Quantum GLS 2000 1992.

Mientras que los asientos del Versailles Ghia eran más o menos los mismos que traían las versiones básicas, pero con vestiduras diferentes, el Santana GLS traía unos asientos Recaro exclusivos. El volante de 4 rayos del Santana, daba lugar a un volante de tan solo dos, de apariencia anticuada. No tenía descanzabrazos central trasero. Igualmente, los controles de ventilación eran los mismos del Santana anterior. Los instrumentos estaban fuera del patrón de Ford y no tenían el mismo nivel de acabado del Ford del Rey, modelo al que reemplazaba. El resultado fue que el Versailles nunca tuvo el éxito esperado, siendo poco frecuente verlo en las concesionarias Ford, igual que sucedía con los Volkswagen Apollo, Logus y Pointer.
Una vez que el mercado brasileño ya fuera favorable a los automóviles de lujo de 4 puertas, esta línea tanto del Santana como del Versailles llegaban en octubre de 1991 como modelo 1992, junto con el sistema ABS montado por primera vez en un automóvil a la venta en Brasil, como opción a costo extra en las versiones tope. Otras novedades eran los rines con diseño de panal, estilo BBS para el Santana GLS, así como el convertidor catalítico, disponible en toda la línea de Autolatina para cumplir con las nuevas normas anticontaminación decretadas por Proconve.
Nuevos cambios llegaban en 1996 con novedades inspiradas en el Passat alemán como un nuevo tanque de gasolina en plástico polipropileno, cinturones de seguridad delanteros con ajuste de altura, banda tipo poli-V (con accionamento integrado de los componentes del motor), aire acondicionado com gas R134a (que no daña la capa de ozono), y una versión a gas natural con kit de conversión de la empresa Silex, que lo volvía bicombustible.

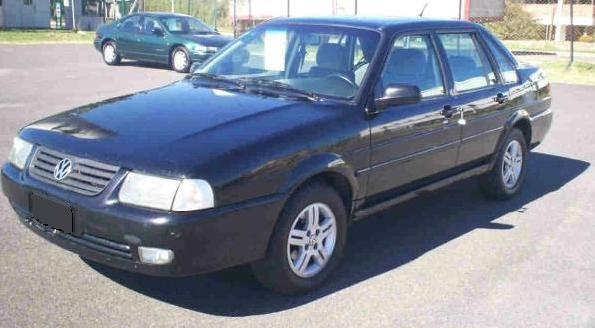
Un Volkswagen Santana 2.0 modelo 2003.

Ya con 12 años en el mercado, la carrera del Santana comenzaba a entrar en declive. Desde entonces ya no hubo nuevos cambios en el apartado mecánico. Únicamente algunos cambios estéticos y de versiones, junto a una gradual reducción de precio para mantenerlo competitivo en un mercado más agresivo, protagonizado por el Chevrolet Vectra de segunda generación, substituto oficial del Monza. La estrategia de Volkswagen funcionó: En 1996 fueron vendidas 41,134 unidades vendidas (además de 11,898 Quantums), la segunda mejor marca en su historia.

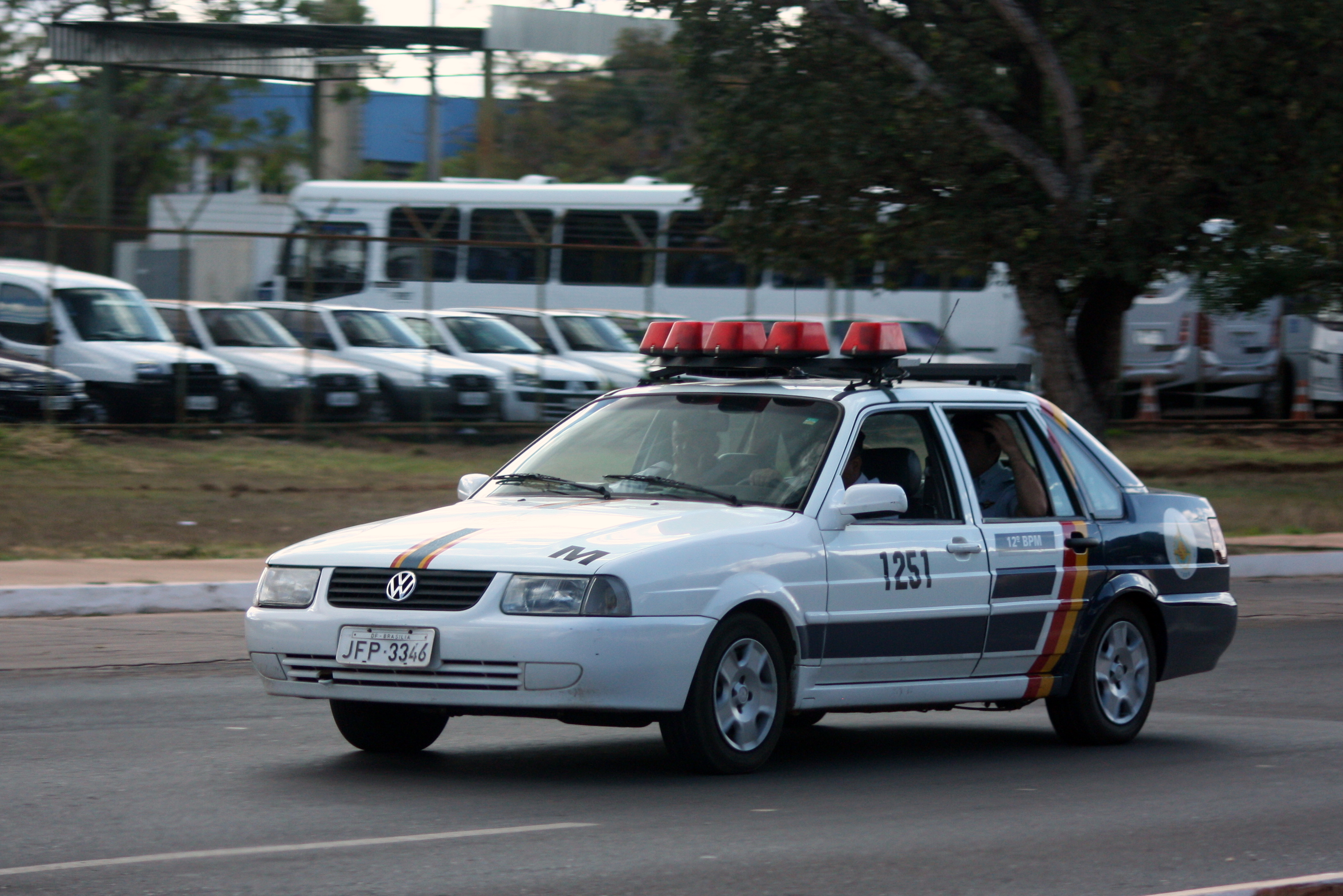
Un Volkswagen Santana 2.0 en uso policial.

En 1997 las versiones del Santana pasaba a ser ahora el Santana 1.8 Mi, Santana 2000 Mi (básicos), Santana Evidence (versión considerada deportiva por Volkswagen, con deflector traseiro y el volante del Gol GTI) y Santana Exclusiv (versión tope). En mayo de 1998 los parachoques y faros eran modificados, volviéndose más "lisos" para las formas angulosas y ya para entonces anticuadas del auto. Desaparecían las aletas delanteras y sae incorporaba un inmovilizador electrónico del motor, un nuevo volante de cuatro rayos. El tablero ahora se iluminaba con luz verde, el odómetros es digital e interruptor de las luces ahora era tipo rotativo (como los ya vistos en el Golf. En diciembre de ese año la versión Evidence desaparecía y en mayo de 1999 surgía la oferta de módulos de equipos opcionales, quedando las opciones entre los motores 1.8 e 2.0 y acabados básico y Exclusiv. En 2001 se presentaban los módulos Comfortline y Sportline y desaparecía a traba adicional (e innecesaria) en la palanca de velocidades para engranar la reversa. Para 2002, se modificaron las vestiduras. En este año se descontinúa la Quantum, y finalmente, en mayo de 2006, el Santana finalmente se despedía del mercado. Este final de vida fue un periodo de decadencia, de automóvil de lujo se convirtió en un modelo para taxistas y flotilleros, con las sucesivas disminuciones de ventas, además de cierta obsolescencia, marcaron el final de la carrera del Santana.

### El Santana en Argentina (2002-2006)
Importado del Brasil entre 2002 y 2006, se vendió en dos versiones una con equipamiento básico (aire y dirección) y otra que agregaba pack eléctrico (alzacristales delanteros/trasero y cierre eléctrico, así como antinieblas delanteros) ambas con el motor 2.0L con inyección electrónica de combustible. Era esteticamente hablando idéntico al comercializado en Brasil, ofreciendo detalles color carrocería en ambas versiones (paragolpes, espejos, manijas, etc). Por su precio y desactualización en materia diseño frente a la competencia, tuvo pocos volúmenes de ventas y terminó apuntando fundamentalmente a flotas de autos de alquiler y taxis.

### Volkswagen Carat (Argentina, 1987-1991)
El Volkswagen Carat se introduce al mercado argentino en 1987. Su apariencia es casi completamente una calca del Santana brasileño de esa época. Rápidamente se convierte en uno de los automóviles con más renombre en su segmento. Sus motorizaciones fueron en distintas épocas un motor 1.8 L y un 2.0. El Carat desaparece del mercado argentino en 1991, por la escasa cantidad de ventas y la imposibilidad de hacerse fuerte ante sus competidores, Renault 21 y Peugeot 505. Y porque se preparaba un restyling para reintroducirlo como Ford Galaxy en el marco de la nueva Autolatina.
En años posteriores, una vez que Autolatina fue disuelta, se importa el Santana desde Brasil, que a diferencia del Carat, que fue concebido como un automóvil de lujo, el Santana de la primera década del siglo XXI, fue un automóvil pensado más para taxistas y flotllas.

### Ford Galaxy/Versailles/Royale (Autolatina, 1991-1996)

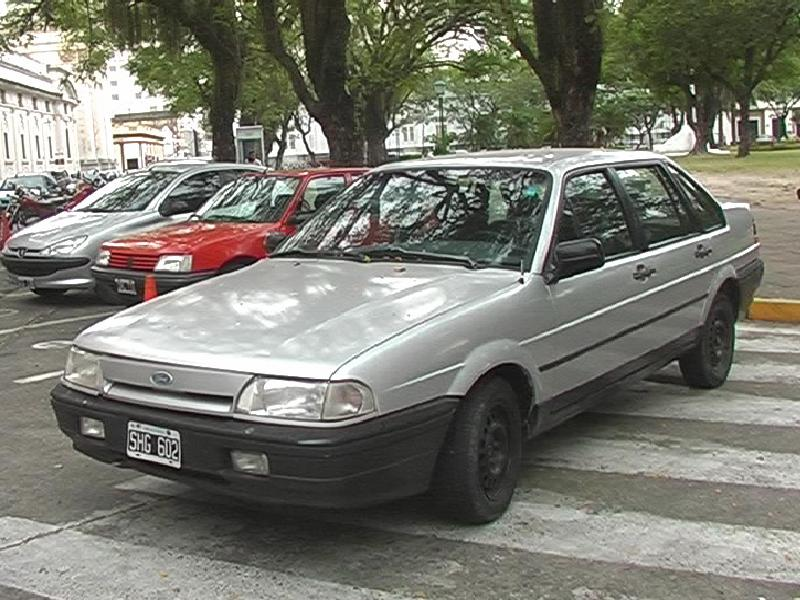
Vista frontal del Ford Galaxy (Argentina).

El Ford Galaxy (Argentina) o Versailles (Brasil) fue un vehículo basado en el Santana vendido en Sudamérica entre los años 1991 y 1996. Se ofrecía con carrocerías sedán de dos y cuatro puertas y familiar de tres y cinco puertas (Versailles Royale). Fue uno de los modelos resultantes de Autolatina, una fusión de las empresas automotrices Ford y Volkswagen en Argentina y Brasil, y terminó por reemplazar al Ford Sierra que se fabricaba en la Argentina, un auto mucho mejor y más moderno. Ambos se dejaron de producir en 1996.
Con una serie de reformas aplicadas a dicha plataforma, el Galaxy logró disminuir el Cx original de aproximados 0,40 a unos 0,37. Las modificaciones se centraron básicamente en el sector frontal y el posterior, asemejándose a otros modelos de Ford de la época.
La variante familiar fue fabricada únicamente en Brasil. Fue lanzada en 1992 con tres puertas, y recién el 1995 incorporó las cinco puertas como en el Quantum. 
Dependiendo de la versión, el modelo podía incorporar cierre eléctrico centralizado de puertas, aire acondicionado, elevalunas eléctricos delanteros y traseros, espejos exteriores eléctricos, radio AM/FM con pasacassette o reproductor de CD, antena de radio eléctrica, faros antinieblas y en las últimas versiones de mayor lujo; tapizados de cuero, asientos de regulación eléctrica y climatizador automático. En materia de seguridad implementó desde 1992 el ABS, a pesar de que los frenos traseros eran a tambor.
Su final de producción se produce en 1996, con la división de Autolatina, sumado a la aparición de su sucesor, el Ford Mondeo, importado de Bélgica.